# BPI Awards 1985
Die BPI Awards 1985 wurden am 11. Februar 1985 im Grosvenor House Hotel, London verliehen. Moderator der erstmals im britischen Fernsehen von der BBC übertragenen Veranstaltung war Noel Edmonds.
Die meisten Nominierungen mit vier erhielt die Band Frankie Goes to Hollywood, die mit zwei Preisen auch am Häufigsten ausgezeichnet wurde.

## Liveauftritte
- Alison Moyet – All Cried Out
- Bronski Beat – Smalltown Boy
- Howard Jones – What Is Love?
- Nik Kershaw – Wouldn't It Be Good
- Tina Turner – What's Love Got to Do with It

## Nominierte und Gewinner
| British Album of the Year | British Producer of the Year |
| --- | --- |
| - Sade – Diamond Life - Frankie Goes to Hollywood – Welcome to the Pleasuredome - Nik Kershaw – Human Racing - Queen – The Works - U2 – The Unforgettable Fire           | - Trevor Horn - Jolley & Swain - Laurie Latham - Peter Collins - Steve Lillywhite |
| British Single of the Year | British Video of the Year |
| - Frankie Goes to Hollywood – Relax - Bronski Beat – Smalltown Boy - Frankie Goes to Hollywood – Two Tribes - George Michael – Careless Whisper - Sade – Smooth Operator | - Duran Duran – The Wild Boys - Wham! – Last Christmas - Wham! – Wake Me Up Before You Go-Go                                                                                          |
| British Male Solo Artist | British Female Solo Artist |
| - Paul Young - David Bowie - Howard Jones - Nik Kershaw - Paul McCartney                                                                                                 | - Alison Moyet - Annie Lennox - Kim Wilde - Sade Adu - Tracey Ullman |
| British Group | British Breakthrough Act |
| - Wham! - Bronski Beat - Frankie Goes to Hollywood - Queen - U2 | - Frankie Goes to Hollywood - Bronski Beat - Nik Kershaw |
| International Artist | Soundtrack/Cast Recording |
| - Prince and The Revolution - Bruce Springsteen - Lionel Richie - Michael Jackson - ZZ Top                                                                               | - Purple Rain - Electric Dreams - Footloose - Give My Regards to Broad Street - The Woman in Red                                                                                      |
| Comedy Recording | Classical Recording |
| - Nigel Planer – Hole in My Shoe - Alexei Sayle – ‘Ullo John! Gotta New Motor? - Mel Brooks – To Be or Not to Be - Roland Rat – Rat Rapping - Weird Al Yankovic – Eat It | - Christopher Hogwood – The Four Seasons - Bryden Thomson – Symphony No. 4 - Carlo Maria Giulini – Il trovatore - Colin Davis – The Magic Flute - Colin Davis – The Turn of the Screw |
| Special Award | Outstanding Contribution to Music |
| - Bob Geldof and Midge Ure | - The Police |